# عبدالمجید السواط
عبدالمجید السواط (عربی: عبد المجيد عبدالله السواط؛ زادهٔ ۲۱ آوریل ۱۹۹۵) یک بازیکن فوتبال اهل کشور عربستان سعودی است.
از باشگاه‌هایی که در آن بازی کرده‌است می‌توان به تیم فوتبال الهلال عربستان اشاره کرد.